# Італійський музичний театр Одеси
Італійський музичний театр Одеси — театр, який діяв в Одесі 1813—1912 років.

## Перший етап
В діяльності театру розрізняють два етапи: перший, що тривав від започаткування 1813 виступів італійських оперних колективів у приміщенні одеського міського театру (див. Одеський театр опери і балету) до вимушеної перерви у виступах через пожежу 1873 міського театру, та другий — з моменту відновлення оперних вистав 1887 у новому приміщенні театру до припинення закордонних антреприз 1912 внаслідок відмови муніципалітету їх фінансувати. Перший етап характеризувався майже виключним пануванням на одеській оперній сцені італійських труп. У цей час антрепренерами переважно були італійці, французи та греки, слов'яни, вихідці з Балкан: Дж  Мантовані й Д. Цамбоні (1812—1820), Л. Буонавольйо (1821—1823), Ч. Негрі (1823—1825), брати Іван та Георг Ризничі (1831—1836), Д. Марінкович й О. Сарато (1836—1844), Й. Жульєн та його син (1844—1849), родина Андросових (1850—1854), Дж. Карута (1854—1855), Л. Вольта і В. Серматтеі (1855—1858), В. Серматтеі (1859—1865), Г. Фолетті (1865—1873). Театральний сезон тривав 10 місяців (від Пасхи (Великодня) до початку Великого посту), протягом тижня відбувалося 2–3 оперні вистави. Антрепренери дбали про щорічне оновлення трупи (зміни в складі трупи співаків та музикантів відбувалися, як правило, протягом березня–травня), що мало на меті покращити якість виконавської майстерності й підтримати сталий інтерес публіки до італійської опери.

## Другий етап
Другий етап визначався новими умовами оперного ангажементу, що зобов'язував антрепренерів ділити театральний сезон на три періоди, протягом яких одеська публіка знайомилася з репертуаром італійських, російських оперних та російської драматичної труп.
Від 1880-х рр. антрепренерами були майже виключно росіяни та українці: І. Черепенников (1887—1889), Й. Сєтов та А. Ящук (1889—1892), І. Греков (Ільїн; 1891—1894), Гордєєв, Супруненко і Бедлевич (1894—1895), Гордєєв (1896—1897), О. Сибіряков (1897—1900), М. Федоров (Соловцов; 1900—1902), М. Лубковська (1902—1906, 1908), М. Багров (Топор; 1906, 1909—1912). «Італійські» сезони організовувалися, як правило, восени–взимку, вистави відбувалися майже щоденно. Нова закордонна антреприза передбачала ангажемент лише співаків та співачок, театральний оркестр відтепер формувався з місцевих музикантів й обслуговував залучені до виступів оперні та драматичні колективи протягом усього театрального сезону. Від кінця 19 ст. італійські оперні трупи поповнювалися російськими й українськими виконавцями.

## Репертуар
Репертуар І.м.т. О. визначався смаками публіки і виконавськими можливостями італійських труп. Тривалий час найбільш популярними серед одеських шанувальників бельканто (італ. bel canto, букв. — прекрасний спів) були твори Дж.-А. Россіні, які протягом 1810–1820-х рр. разом із операми композиторів т. зв. старої школи регулярно виконувалися на сцені міського театру. Згодом одесити познайомилися з операми В.Белліні, Г. Доніцетті та Дж. Верді, що переважали в репертуарі італійських артистів 1840–х — поч. 1870-х рр. У 1880–1900-ті рр. італійські трупи репрезентували в Одесі, крім національної композиторської школи (опери Дж. Верді, У. Джордано, Р. Леонкавалло, А. Понк'єллі, Дж. Пуччіні, А. Франкетті), кращі здобутки західноєвропейського музичного мистецтва. На сцені театру регулярно ставили твори композиторів Ж.-Ф. Галеві, Ш.-Ф. Гуно, Ж.Бізе, Ш.-Л. Тома, П.Масканьї, Ж.-Е.Массне, Дж. Мейєрбера, К. Гольдмарка, В.-Р. Вагнера та ін. Тоді ж з успіхом були поставлені італійською мовою опери російських композиторів: М. Глінки («Руслан і Людмила»), П. Чайковського («Євгеній Онєгін» та «Пікова дама») і С. Рубінштейна («Демон»).
У різний час в І.м.т. О. працювали відомі італійські співачки А. Моріконі (Ріццарді), сестри Тереза, Джузеппіна та Марієтта Брамбілла, С. Ронконі, О. Боронат, Дж. Беллінчоні, А. Каталані, співаки Тітта Руффо, М. Баттістіні, Е. Джіральдоні, композитори Л. Річчі й Л. Джервазі. В складі італійської трупи Одеси в театральному сезоні 1896/1897 виступала прославлена українська співачка С. Крушельницька.
Діяльність І.м.т. О. висвітлювалася на сторінках західноєвропейських газет і журналів. Здобутки італійських співаків та музикантів Одеси відображені в творчості багатьох вітчизняних і зарубіжних діячів культури (зокрема, в поемі О. Пушкіна «Євгеній Онєгін»).